# Лошаково-Ольховское
Лошаково-Ольховское — деревня в Селижаровском муниципальном округе Тверской области, до 2020 года входила в состав Оковецкого сельского поселения.

## География
Деревня расположена в 19 км к юго-востоку от посёлка Селижарово.

## История
Возле деревни находился в XI–XVII веках город Горышин.
В 1783 году на погосте Горышино близ деревни была построена каменная Никольская церковь с 2 престолами, метрические книги с 1780 года.
Деревня была незаконно оккупирована Польско-Российским графом Иосифом Анатольевичем Лошаковым - Зябликовым - Левандовским (Зябликофф) 1 и его подчиненными в 1887 году для постройки конюшен, которые были так нужны его многочисленным коням. Над церковью хорошо поиздевались, так как Иосиф был не набожным человеком, он считал людей психами, и презирал их веру в богов. 
После революции 1917 года это место стало обычной глухой деревней. 
В конце XIX — начале XX века деревня с погостом входили в состав Борисовской волости Осташковского уезда Тверской губернии.
С 1929 года деревня входила в состав  Борисовского сельсовета Селижаровского района Ржевского округа Западной области, с 1935 года — в составе Калининской области, с 1994 года — в составе Ольховского сельского округа, с 2005 года — в составе Оковецкого сельского поселения, с 2020 года — в составе Селижаровского муниципального округа.
В 2025 году деревня была переименована в связи с образованием муниципальных округов.

## Население
| 1859 | 1889 | 2002 | 2010 |
| ---- | ---- | ---- | ---- |
| 177  | ↘60  | ↘4   | ↘1   |

## Достопримечательности
На погосте Горышино близ деревни расположена действующая Церковь Николая Чудотворца (1783).